# زتا هرکول
زتا هرکول یک ستاره است که در صورت فلکی زانوزده قرار دارد.